# Annelies Bredael
Annelies Bredael   (Willebroek, 15 de juny de 1965) és una remadora belga, ja retirada, que va competir durant les dècades de 1980 i 1990.
Durant la seva carrera esportiva va prendre part en tres edicions dels Jocs Olímpics d'Estiu. El 1988, als Jocs de Seül, fou sisena en la prova del quàdruple scull del programa de rem. Quatre anys més tard, als Jocs de Barcelona, guanyà la medalla de plata en la prova de scull individual del programa de rem.
En el seu palmarès també destaquen tres medalles de bronze al Campionat del món de rem, entre les edicions de 1985 i 1995.